# Церква Стрітення Господнього (Черепин)
Церква Стрітення Господнього — збудована у 1757 році, в селі Черепин Пустомитівського району Львівської області. Була відреставрована 2011 року, за державні кошти.

## Історія
Найраніше про місцеву церкву Діви Марії вказано в акті візитації від 3 лютого 1741 року. Там було зазначено, що церква була дерев'яною, з гонтовим покриттям. У 1750 р. її розширили. Біля неї стояла дзвіниця на 2 стовпах з 3 дзвонами. 1757 року між монастирем Божого тіла оо. домініканів та львівськими майстрами-теслями братами Яцком та Антоном Дроздовичами був укладений контракт на будівництво нової церкви Стрітення Господнього у Черепині. Церква мала бути «у вісімку від самого заснування до верху витягнута», з дерева дубового (дав Яків Гавендович) і соснового (привезли з лісів Івана і Костянтина Папар з Батятич). Будувалась вона на місці старої, зруйнованої часом. Посвячена 1764 року під назвою Очищення Богородиці. 1808 року церква була досить спустошена часом і природними умовами. У 1827 р. підчас візитації парафії та церкви подано, що в останній зіпсований купол, нема вікон і хреста над банею. Тому в 1835 р. церкву відремонтували. У 1852 році до Черепина після висвячення був скерований о. Михайло Коновалець. Один з його внуків, Євген, став відомим в українській історії творцем ОУН. У 1832 році в Черепині проживали 300 греко-католиків, а в 1910 — 468. На поч. 1910-х рр. гонтова покрівля церкви дуже занепала, тому священик просив дозволу консисторії перекрити бляхою. Під час ремонту святині у 1912 р. її всередині помалювали. У 1962 році церкву закрили. Наступного року її внесли у  Національний реєстр пам'яток архітектури (№ 487). Радянська влада хотіла зробити всередині музей, але громада не дозволила. Зачиненою церква перебувала до весни 1989 року. В середині 1990-х рр. греко-католицька громада запросила робітників з сусіднього Давидова щоб покрити стіни церкви бляхою. З 2006 р. громада зайнялася виготовленням документації для ґрунтовного ремонту церкви. Існуючий зовнішній вигляд отримала після відновлення у 2007—2009 рр. Адміністратор парафії - о. Григорій Пашко.

## Опис церкви
Перлина дерев'яної архітектури стоїть у селі, вище новозбудованого мурованого православного храму святої Ольги, на схилі гори порослої лісом. Вона традиційно має три зруби, три верхи, розміром 13,9 м х 7,9 м, а по периметру широке піддашшя. Стіни під ним складаються з відкритого старого зрубу. Стіни бабинця та вівтаря мають зрізані кути. До вівтаря з півночі прибудована ризниця. У південній стіні є бічні двері. Дзвіниця походить з 1754 р. має розмір 3,3 м х 3,3 м. У ній висить дзвін з 1690 р. Біля церкви, з півдня, стоїть невеликий кам'яний хрест з 1831 р. (над могилою Анни Федакевич), а зі сходу розташований цвинтар. Мальовниче місце, яке оточують високі смереки навколишнього лісу, зіпсувала цинкована бляха, якою щедро «захистили» дерев'яну церкву. Та у 2011 році під час реставрації церкви цинкову бляху було знято і повернуто святині її попередній вигляд.